# O Parentesco dos Três
O Parentesco dos Três ou O Livro do Parentesco dos Três (em chinês tradicional: 參同契; em chinês simples: 参同契; em pinyin: Cāntóng qì; em Wade-Giles: Ts'an¹ T'ung² Ch'i4), é um livro sobre alquimia chinesa, cuja autoria atribui-se a Wei Boyang. É datado de 142 d.C. Outra forma de escrita em Chinês é: em chinês tradicional: 周易參同契; em chinês simples: 周易参同契; em pinyin: Zhōuyì cāntóng qì; em Wade-Giles: Chou¹ Yi4 Ts'an¹ T'ung² Ch'i4.

## Conteúdo
O texto relaciona o Yin e o Yang, os Cinco elementos da filosofia chinesa e o I Ching com o processo alquímico.
Wei Boyang usou mercúrio extraído do chumbo, em vez de enxofre, e mais alguns ingredientes para fabricar o elixir da longa vida.
O livro menciona as substâncias necessárias para a fabricação da pólvora. O livro original que descrevia a fabricação da pólvora foi aceito no Wujing Zongyao, uma coleção de livros sobre as técnicas militares da China.